# ЛиАЗ-5918
ЛиАЗ-5918 — модель, которая была разработана и производилась на Ликинском автобусном заводе. Выпускался с 1989 по 1992 год.

## История
Модель была создана на базе пригородного автобуса ЛиАЗ-5256.00-11 в двухдверном исполнении. При этом передняя дверь была одностворчатой. Производился в нескольких вариантах:
- Видеосалон и передвижной кинотеатр (ЛиАЗ-5917);
- Компьютерный центр (ЛиАЗ-5918);
- Передвижной медицинский центр "Мираж" (ЛиАЗ-5919).

Компьютерный центр имел два горба на крыше (для серверов), а видеосалон — один (для проектора). Уровень сидений в видеосалоне плавно поднимался вверх от передней части к корме. В компьютерном центре было несколько мест с компьютерами. За задней дверью стекла не было, как и в самой задней двери.
Было выпущено более 20 автобусов в разных комплектациях. 6 экземпляров эксплуатируются в Ленинградской области, Ставропольском крае, Ульяновской области, Воронежской области и Ростовской области. Остальные 2 списаны.
Автобус комплектовался тем же двигателем, что и автобусы модификаций ЛиАЗ-5256.00 и ЛиАЗ-5256.00-11 (210-сильный КамАЗ-740.10).